# طارق ذیاب
طارق ذیاب (عربی: طارق ذیاب؛ زادهٔ ۱۵ ژانویهٔ ۱۹۵۴) بازیکن سابق فوتبال اهل تونس است.
وی در تیم ملی فوتبال تونس ۱۰۱ بازی انجام داده است و عضو این تیم در جام جهانی فوتبال ۱۹۷۸ بوده است.